# Минаков (посёлок)
Минаков — посёлок в Ду́бровском районе Брянской области, в составе Дубровского городского поселения. Расположен в 2 км к юго-западу от села Давыдчи. Население — 21 житель (2010).
Возник в 1920-е годы как хутор. До 2005 года входил в Давыдченский сельсовет.
| Годы      | 1926 | 1979 | 1989 | 2002 | 2010 |
| --------- | ---- | ---- | ---- | ---- | ---- |
| Население | 4    | 64   | 36   | 27   | 21   |